# Dichochrysa perpallida
Dichochrysa perpallida is een insect uit de familie van de gaasvliegen (Chrysopidae), die tot de orde netvleugeligen (Neuroptera) behoort. 
Dichochrysa perpallida is voor het eerst wetenschappelijk beschreven door Tjeder in 1966.